# Linia kolejowa Rakitnaja – Gniezdowo
Linia kolejowa Rakitnaja – Gniezdowo – linia kolejowa w Rosji łącząca stację Rakitnaja ze stacją Gniezdowo. W całości położona jest na terenie Smoleńska. Zarządzana jest przez Kolej Moskiewską (część Kolei Rosyjskich).
Linia na całej długości jest jednotorowa oraz zelektryfikowana.